# Franz Anton Pilgram
Franz Anton Pilgram (* 7. Juni 1699 in Feldkirchen in Kärnten; † 28. Oktober 1761 in Wien) war ein österreichischer Architekt des Barocks.
Seine Ausbildung erhielt er unter anderem bei Johann Lucas von Hildebrandt. Im Jahr 1862 wurde in Wien-Margareten (5. Bezirk) die Pilgramgasse und 1867 die Pilgrambrücke nach ihm benannt. Er ist der Vater des Astronomen Anton Pilgram.

## Werke

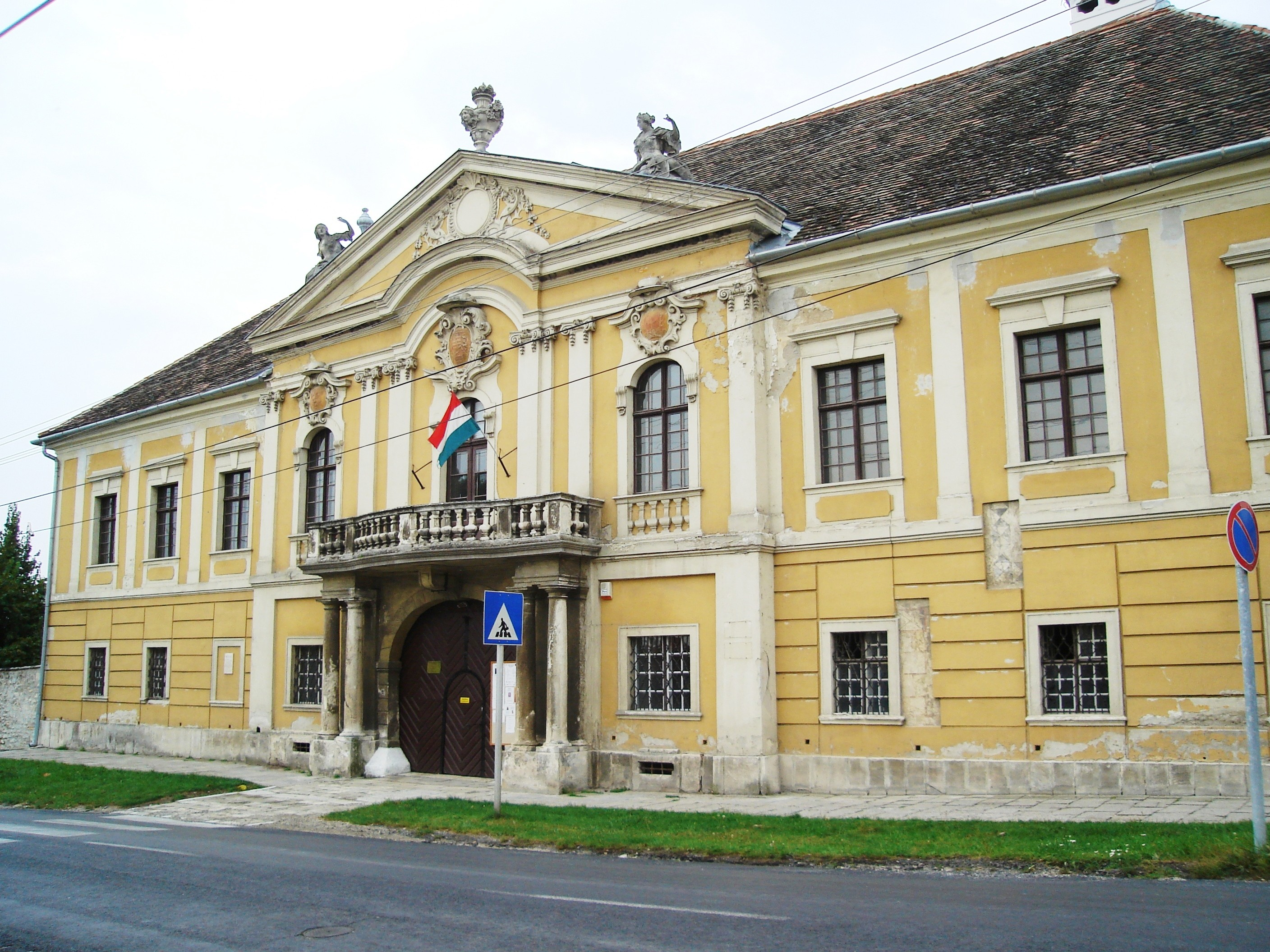
Erzbischöfliches Palais in Fertőrákos

- 1743–1748: Umbau des Elisabethinenklosters und Neubau der Elisabethinenkirche in Wien

- Schloss Riegersburg
- Fertigstellung von Stift Göttweig
- 1745–1761: Umbau des Prämonstratenserklosters Bruck bei Znaim in Mähren
- Planung der Einsiedelei in Majk
- Barockkirche und Kloster in St. Gotthard (Szentgotthárd)
- Umbau des Palais Rottal in Wien

- Planung des erzbischöflichen Palais’ in Kroisbach (Fertőrákos)
- das slowakische Kloster Jasov

## Der kaiserliche Steinbruch
Vor allem tragende Architekturteile wurden aus härtestem Kaiserstein gearbeitet, so ist eine intensive Zusammenarbeit mit Kaisersteinbrucher Meistern dokumentiert.